# ニコラス・ハース
ニコラス・ハース（Nicolas Haas, 1996年1月23日 - ）は、スイス・ルツェルン州ズールゼー出身のサッカー選手。エンポリFC所属。ポジションはミッドフィールダー。

## クラブ経歴
FCズールゼーとFCルツェルンのユースチーム出身。2015年2月7日、スイス・スーパーリーグのBSCヤングボーイズ戦にアドリアン・ヴィンターとの交代で途中出場し、リーグ戦デビューを果たした。デビュー後も高校に通い、2015年夏に高校卒業試験を修了した。2016年5月16日、FCバーゼル戦でリーグ戦初ゴールを挙げた。2017年5月16日、シーズン終了後に10年間在籍したクラブを退団することが発表された。
2017年6月8日、アタランタBCに加入した。契約期間は4年間で、FCルツェルンとの契約満了に伴いフリーでの加入と報じられた。2017年11月5日、SPAL戦で移籍後初出場を果たした。
2018年7月25日、セリエBのパレルモFCにレンタル移籍した。2018年8月5日、コッパ・イタリアのLRヴィチェンツァ戦に72分から途中出場し、移籍後初出場を果たした。8月25日、セリエBのUSサレルニターナ1919戦で移籍後リーグ戦初出場を果たした。2019年5月4日、セリエB第37節のアスコリ・カルチョ戦でゴールを挙げて2-1での勝利に貢献した。
2019年8月12日、セリエBのフロジノーネ・カルチョに買取オプション付きのレンタルで移籍した。8月18日、コッパ・イタリアのSSモノーポリ1966戦で移籍後初出場。8月26日、ポルデノーネ・カルチョ戦で移籍後リーグ戦初出場を果たした。
2020年9月25日、セリエBのエンポリFCにレンタル移籍した。エンポリがセリエAに昇格する順位でシーズンを終えた場合、買取義務が生じる契約となっていた。9月30日、コッパ・イタリアのACレナーテ戦で移籍後初出場。12月12日、ヴィルトゥス・エンテッラ戦でエンポリでの初ゴールを挙げた。シーズン終了後、エンポリがセリエAに昇格したため、買取義務の条件が満たされて完全移籍した。